# Froenzenskaja (metrostation Moskou, Sokolnitsjeskaja-lijn)
Froenzenskaja (Russisch: Фрунзенская) is een metrostation op de Sokolnicheskaya-lijn in Moskou, Rusland. Het werd op 1 mei 1957 geopend als deel van de verlenging van de Sokolnitsjeskaja-lijn naar Sportivnaja.

## Geschiedenis
Het ontwerp en de bouw van de lijn waren al begonnen voordat het decreet omtrent de eliminatie van excessen in de architectuur en de bouw werd uitgevaardigd. Ondanks de opening in 1957 zijn Froenzenskaja en Sportivnaja als laatste gebouwd in de Stalinistische barokstijl, al is er wel sprake van een verkorte middenhal. De stations van de Rizjskaja-radius (Botanitsjeski Sad - Rizjskaja - Mir - VSVG), die een jaar later werden geopend, zijn al duidelijk soberder. Het station en een aantal straten in de buurt zijn vernoemd naar de politicus en opperbevelhebber van het Rode Leger Michail Froenze. De kade werd tot 1926 en de betreffende straten werden tot 1956 Chamovniki genoemd, naar de buurt waar het station ligt. Deze naam komt op zijn beurt van de 17e-eeuwse nederzetting Chamovna, die hier buiten de stadsmuur lag bij het jonkvrouwenveld. Hier woonden de wevers die het witte Chamovnalinnen maakten. Tussen 1926 en 1986 droeg de Chamovnitsjeski Wal aan de zuidrand van de buurt de naam Froenze Walstraat, een wat vreemde combinatie van het historische Wal en een Sovjetleider. Het was dan ook een van de eerste straatnamen die werd terug veranderd. In 1991 is voorgesteld om het station om te dopen in Chamovnitsjeskaja.

## Ligging en inrichting
Het pylonenstation met een perron op 42 meter diepte is ontworpen door de architecten R.I. Pogrebnoj en J.V. Zenkevitsj. Het station had een bovengronds toegangsgebouw dat in 1984 is geïntegreerd in het “Paleis van de jeugd van Moskou”. De toegangen liggen aan de Komsomolski boulevard en de Cholzoenovalaan. De voeten van de pylonen zijn bekleed met roodmarmer met biezen van wit marmer. Zowel in de middenhal als op de perrons zijn bankjes tegen de pylonen geplaatst. De hogere delen van de pylonen en de gewelven zijn wit gepleisterd. Boven de banken zijn op de pylonen metalen panelen aangebracht met daarop een vijfpuntige ster. De vloer is bekleed met zwart en rood marmer en de tunnelwanden zijn betegeld met zwarte en witte tegels. Op de kopsekant aan de zuidkant van de middenhal staat een borstbeeld van Michail Froenze van de hand van beeldhouwer E.V. Voetsjetietsj. Zowel de middenhal als de perrons worden verlicht door een rij kroonluchters met elk acht lampen.
Op 2 januari 2016 werd het station gesloten voor groot onderhoud dat 14 maanden zou duren. Het werk verliep echter voorspoedig en al op 29 december 2016 kon burgemeester Sobjanin het station heropenen. Tijdens de sluiting reed een gratis pendelbus, lijn M, tussen de Chamovnitsjeski Wal (metrostation Sportivnaja)  en Park Koeltoery met een tussenstop bij metrostation Froenzenskaja. Tijdens het groot onderhoud werden de oorspronkelijke roltrappen van het type EM vervangen door vier nieuwe van het type ES die 40% minder elektriciteit verbruiken. De verdeelhal werd teruggebracht in de oorspronkelijke staat. In de periode augustus – oktober 2016 werden de tunnelwanden hersteld, waarbij het oude tegelwerk werd vervangen door nieuwe tegels om het historische uiterlijk te behouden.

## Verkeer
In maart 2002 werden 46.200 instappende en 48.600 uitstappende geteld. Het station is tussen 5.15 uur en 1.00 uur geopend voor publiek. De eerste trein, zowel die naar het centrum, als die naar het zuiden, vertrek om 5.49 uur. Ten zuiden van het station wordt via horizontaal liggend tracé Sportivnaja bereikt. Aan de noorkant van het station moet de hoofdlijn een hoogteverschil van ruim 30 meter met Park Koeltoery overbruggen. Vlak ten noorden van het perron is in het westelijke spoor een wissel naar een verbindingstunnel met de  Koltsevaja-lijn ten behoeve van materieel uitwisseling. Sinds 2016 bestaat een plan om na 2030 de Roebljevo-Archangelsk-lijn en de Birjoeljovo-radius te koppelen waarbij Froenzenskaja het overstapstation tussen de Sokolnitsjeskaja-lijn en de nieuwe lijn wordt.

## Galerij

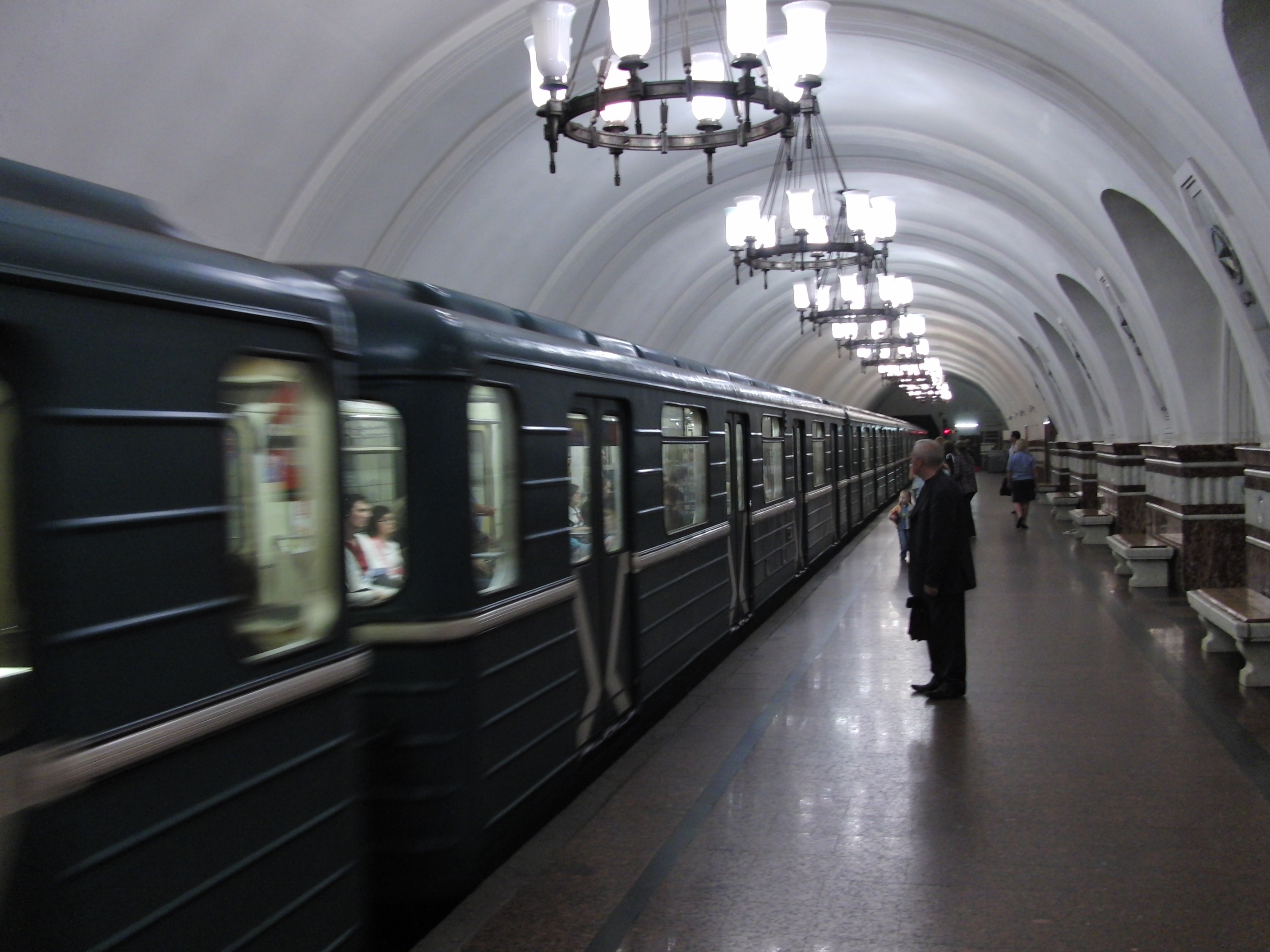
Het perron
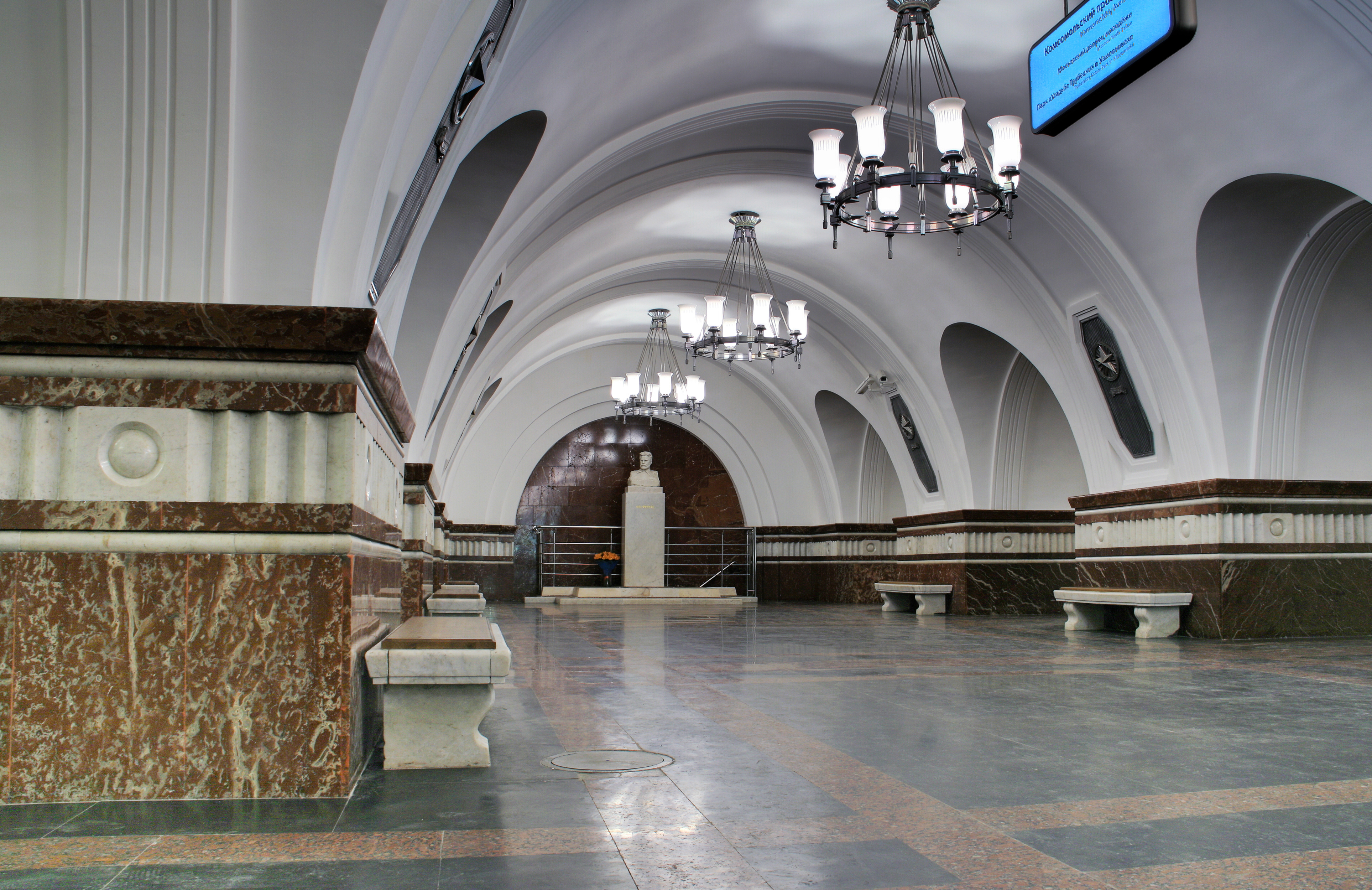
De zuidkant van de middelhal met het borstbeeld
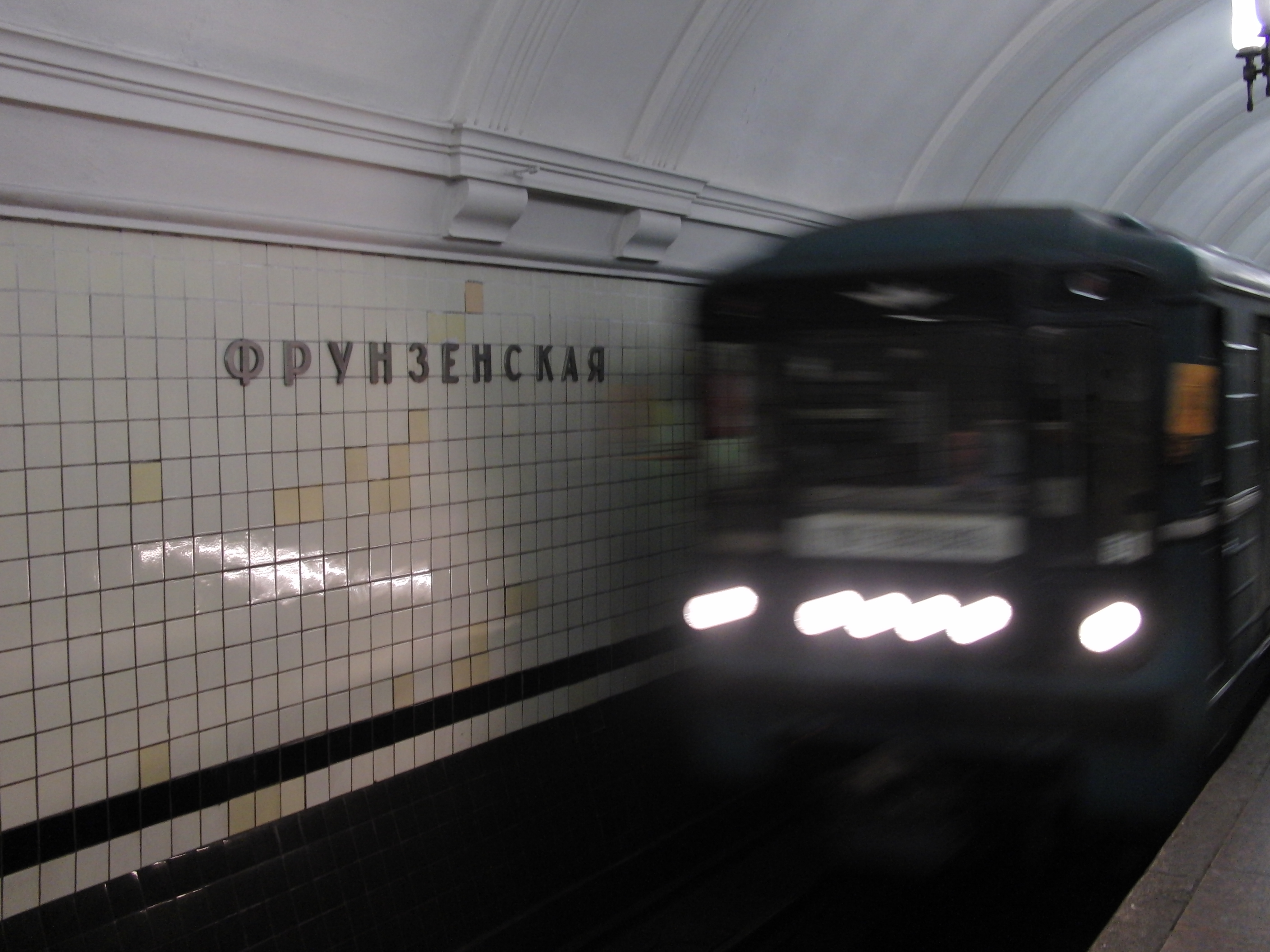
Een metrostel bij de stationsnaam